# Beast (artista)
Beast (Milano, ...) è un artista italiano.

## Biografia
Beast, del quale non è pubblicamente conosciuta l'identità né la data di nascita, è lo pseudonimo di un artista urbano milanese, attivo dal 2009 in Europa, Stati Uniti d'America e Giappone, con oltre 200 installazioni in 40 città. Inizialmente ispirato dall'attività di Banksy e focalizzato sull'arte normografica, in seguito Beast ha sviluppato una propria riconoscibilità grafica, ed è passato alla creazione di collage digitali intesi a sottolineare problematiche politiche e sociali.
Ad inizio carriera i suoi collage (mash-up) incorniciati in foglia d'oro venivano liberamente collocati per le strade della sua città natale, da allora è passato ad installazioni di dimensioni maggiori, incollando poster giganti sui muri delle principali città europee e creando murales sulle facciate di edifici abbandonati in aperta campagna.

## Opere
Beast è autore di numerose opere d'arte pubbliche che ritraggono figure politiche conosciute, come ad esempio Donald Trump, Angela Merkel, Marine Le Pen, Matteo Renzi, Silvio Berlusconi, Matteo Salvini, e Mario Draghi. I suoi interventi provocatori fanno da commento alla cultura mass-mediatica contemporanea, mescolando i volti di noti politici con simboli radicati nell'immaginario collettivo. Nello spirito della guerrilla art infatti, Beast non ritiene di creare dell'arte ma dà vita a opere dall'effetto realistico il cui obiettivo è stimolare la riflessione sull'illusorietà di un sistema politico che vive di un flusso ininterrotto di immagini e messaggi che non trovano riscontro in azioni concrete.
Tutta la produzione di Beast è esposta sul territorio pubblico, con maggiore concentrazione nella natìa Milano. Le sue opere sono realizzate usando le tecniche del fotoritocco, la poster art, e il sabotaggio di manifesti (billboard hijacking).
Beast è considerato un "manipolatore visivo", tutti i suoi collage sono realizzati da centinaia di frammenti presi dall'archivio fotografico e combinati insieme per creare una nuova immagine, un "vero falso" che per quanto assurdo risulta plausibile all'occhio dello spettatore.

## Mostre ed esposizioni principali
| Anno | Mostra                        | Città             |
| ---- | ----------------------------- | ----------------- |
| 2019 | Spacejunk Art Center          | Lione             |
| 2019 | Affordable Art Fair           | Milano            |
| 2018 | Stroke Art Fair               | Monaco di Baviera |
| 2017 | Public Art Festival           | Atene             |
| 2017 | Oxford International Art Fair | Oxford            |
| 2016 | H-Views Politics in Art       | Zurigo            |
| 2016 | Grenoble Street Art Festival  | Grenoble          |
| 2016 | Dream Factory                 | Milano            |